# Списък с граждански дела срещу Джефри Епстийн
Граждански дела срещу Джефри Епстийн са поредица дела, заведени в САЩ срещу Джефри Епстийн.

## Джейн Доу срещуЕпстийн(2008)
На 6 февруари 2008 г. анонимна жена от Вирджиния, известна като „Джейн Доу № 2“, завежда граждански иск за 50 милиона долара  във Федералния съд срещу Епстийн, като казва, че когато е била 16-годишна непълнолетна девойка през 2004 – 2005 г., тя е била вербувана да му прави масаж. Тя твърди, че е била отведена в имението му, където той се е съблякъл и е имал сексуален контакт с нея, и веднага след това ѝ е платил 200 долара.
Подобен иск за 50 млн. долара е заведен през март 2008 г. от различна жена, която е представлявана от същия адвокат. Тези и няколко подобни дела са отхвърлени.
Всички други дела са уредени от Епстийн извънсъдебно. Той прави много извънсъдебни споразумения с предполагаемите жертви.

## Права на жертвите:Джейн Доу срещу САЩ(2014)
На 30 декември 2014 г. е заведен федерален граждански иск във Флорида от Джейн Доу 1 (Къртни Уайлд) и Джейн Доу 2 срещу Съединените щати за нарушения на Закона за правата на жертвите на престъпления от NPA на Министерството на правосъдието на САЩ с Епстийн и неговата ограничена държавна молба от 2008 г. По-късно има неуспешен опит да се добавят Вирджиния Робъртс (Джейн Доу 3) и друга жена (Джейн Доу 4) като ищци към това дело. Допълнението обвинява Алън Дершовиц в сексуално насилие над непълнолетна – Джейн Доу 3, предоставена му от Епстийн. Обвиненията срещу Дершовиц са отхвърлени от съдията и елиминирани от делото, тъй като той казва, че те са извън намерението на делото за повторно отваряне на споразумението за признаване на вината. В документ, подаден в съда, се твърди, че Епстийн е ръководил кръг за сексуално насилие и е давал назаем непълнолетни момичета на видни американски политици, влиятелни бизнесмени, чуждестранни президенти, добре известен министър-председател и други световни лидери.
Това продължително съдебно дело е висящо във Федералния съд, целящо да анулира федералното споразумение за признаване на вина на основание, че то нарушава правата на жертвите. На 7 април 2015 г. съдия Кенет Мара постановява, че обвиненията, направени от предполагаемата жертва Вирджиния Робъртс срещу принц Андрю, херцог на Йорк, нямат отношение към делото от предполагаеми жертви, които искат да възобновят споразумението за ненаказателно преследване на Епстийн с федералното правителство; съдията нарежда това обвинение да бъде заличено от протокола. Съдия Мара не се произнася дали твърденията на Робъртс са верни или неверни. Въпреки че не позволява на Джейн Доу 3 и 4 да се присъединят към делото, Мара изрично казва, че Робъртс може по-късно да даде показания, когато делото стигне до съда.
На 21 февруари 2019 г. по делото Две Джей Доу срещу Съединените щати, старшият съдия от Американския окръжен съд за южния окръг на Флорида Кенет Мара казва, че федералните прокурори са нарушили закона, като не са уведомили жертвите, преди да му позволят да се признае за виновен само за двете престъпления във Флорида. Съдията оставя открито какво би могло да бъде възможното средство за защита.

## Вирджиния Джуфре срещуЕпстийн(2015)
В съдебен акт във Флорида от декември 2014 г. от Брадли Едуардс и Пол Г. Касел, предназначен за включване в съдебния процес по Закона за правата на жертвите на престъпления, Вирджиния Джуфре (тогава известна като Вирджиния Робъртс) твърди в клетвена декларация, че на 17-годишна възраст е била сексуално трафикирана от Епстийн и Гилейн Максуел за тяхна собствена употреба и за използване от няколко други лица, сред които принц Андрю  и пенсионираният професор по право в Харвард Алън Дершовиц. Джуфре също твърди, че Епстийн, Максуел и други са я малтретирали физически и сексуално. Тя твърди, че ФБР може да е участвало в прикриването. Тя казва, че е служила като секс робиня на Епстийн от 1999 до 2002 г. и е вербувала други непълнолетни момичета. Принц Андрю, Епстийн и Дершовиц отричат да са правили секс с Джуфре. Дершовиц предприема правни действия по обвиненията.   Джуфре завежда дело за клевета срещу Дершовиц, твърдейки, че целенасочено е направил „фалшиви и злонамерени клеветнически изявления“ за нея. Дневник, за който се твърди, че принадлежи на Джуфре, е публикуван онлайн. Епстийн влиза в извънсъдебно споразумение с Джуфре, както е направил в няколко други дела.
През 2019 г. Джуфре е интервюирана от британската телевизионна програма „Панорама“ на Би Би Си, където тя продължава да твърди, че Епстийн я е продал на принц Андрю. Тя призовава директно обществеността, като заявява: „Умолявам хората в Обединеното кралство да застанат до мен, да ми помогнат да се боря с тази битка, да не приемат това като нормално“. Към 2016 г. тези обвинения не са били тествани в нито един съд.

## Вирджиния Джуфре срещу Гилейн Максуел(2015)
В резултат на твърденията на Джуфре и коментарите на Гилейн Максуел за тях, Джуфре съди Максуел за клевета през септември 2015 г. След дълга правна конфронтация делото е уредено тайно през май 2017 г. В. „Маями Хералд“, други медии и Алън Дершовиц подават молба документите за споразумението да бъдат разпечатани. След като съдията отхвърля искането им, въпросът е обжалван пред Втория апелативен съд на САЩ.
На 11 март 2019 г. в обжалването на отказа на окръжния съдия да разпечата документите, свързани със споразумението за клевета от 2017 г. Джуфре срещу Максуел, Вторият окръжен съд дава на страните една седмица, за да представят основателна причина защо те трябва да останат запечатани, без която те ще бъдат разпечатани на 19 март 2019 г. По-късно Съдът нарежда тези документи да бъдат разпечатани (след като ги кара да ги редактират, за да защити невинните страни). В показанията на Джуфре тя твърди, че е била „насочена“ от Максуел да прави еротични масажи и да участва в сексуални действия с принц Андрю, Жан-Люк Брюнел, Глен Дъбин, Марвин Мински, губернатор Бил Ричардсън, друг неназован принц, неназован чуждестранен президент, известен министър-председател и неназован собственик на хотелска верига от Франция, както и с други. В показанията не се твърди, че някой от тези мъже действително е участвал в секс с Джуфре и към август 2019 г. никой от тези мъже не е обвинен или съден за свързани сексуални престъпления. Джуфре свидетелства: „Целият ми живот се въртеше само около това да угодя на тези мъже и да поддържам Гилейн и Джефри щастливи. Целият им живот се въртеше около секса." 
На 9 август, по-малко от 24 часа преди смъртта на Епстийн, са разпечатани 2000 страници от предварително запечатани документи от делото. Два комплекта допълнителни запечатани документи ще бъдат анализирани от федерален съдия, за да се определи дали те също трябва да бъдат публикувани. „Джон Доу“ поисква от съдията на 3 септември да запази завинаги документите в тайна, твърдейки, че „недоказани твърдения за некоректност“ могат да навредят на репутацията му, въпреки че той няма доказателства, че името му е включено.

## Джейн Доу срещу Епстийн и Тръмп(2016)
Федерално съдебно дело, заведено в Калифорния през април 2016 г., срещу Епстийн и Доналд Тръмп от жена от Калифорния, твърди, че двамата мъже са я изнасилвали сексуално на поредица от партита в резиденцията на Епстийн в Манхатън през 1994 г., когато тя е била на 13 г. Делото е отхвърлено от федерален съдия през май 2016 г., тъй като не повдига валидни искове съгласно федералния закон. Жената завежда друг федерален иск в Ню Йорк през юни 2016 г., но той е оттеглен три месеца по-късно, очевидно без да бъде връчен на ответниците. Трето федерално дело е заведено в Ню Йорк през септември 2016 г.
Последните две искове включват клетвени декларации от анонимен свидетел, който удостоверява обвиненията, твърдейки, че Епстийн я е наел да набавя непълнолетни момичета за него, и анонимен човек, който декларира, че ищецът му/ѝ е казал за нападенията по времето, когато те са настъпили. Ищецът, който е подал анонимно като Джейн Доу, трябва да се появи на пресконференция в Лос Анджелис шест дни преди изборите през Президентски избори в САЩ (2016) през 2016 г., но внезапно отменя събитието, а нейният адвокат Лиза Блум твърди, че жената е получавала заплахи. Делото е прекратено на 4 ноември 2016 г. Адвокатът на Тръмп Алън Гартен отрича обвиненията, докато Епстийн отказва коментар.

## Сара Рансъм срещу Епстийн и Максуел(2017)
През 2017 г. Сара Рансъм завежда дело срещу Епстийн и Максуел, твърдейки, че Максуел я е наела да прави масажи на Епстийн и по-късно я е заплашила да я нарани физически или да унищожи перспективите ѝ за кариера, ако не се съобрази със сексуалните им изисквания в имението му в Ню Йорк Сити и на неговия частен карибски остров Литъл Сейнт Джеймс. Делото приключва със споразумение през 2018 г. при неразкрити условия.

## Брадли Едуардс срещу Епстийн (за клевета)(2018)
Щатско гражданско дело във Флорида, заведено от адвокат Брадли Едуардс срещу Епстийн. Насрочен е съдебен процес през декември 2018 г. Очаква се процесът да предостави на жертвите първа възможност да изкажат обвиненията си публично. Въпреки това делото приключва със споразумение в първия ден от процеса, като Епстийн публично се извинява на Едуардс; другите условия на споразумението са поверителни.

## Мария Фармър срещу Епстийн и Максуел(2019)
На 16 април 2019 г. Мария Фармър обявява името си и подава клетвена декларация във Федералния съд в Ню Йорк, в която се твърди, че тя и нейната 15-годишна сестра Ани са били сексуално насилвани от Епстийн и Максуел на различни места през 1996 г. Фармър се запознава с двамата на прием в художествената галерия в Нюйоркската академия за изкуства през 1995 г. На следващата година, през лятото на 1996 г., те я наемат да работи по арт проект в имението на милиадера Лесли Уекснър в Охайо, където след това е сексуално нападната. Фармър докладва за инцидента на полицията в Ню Йорк и ФБР.
В клетвената декларация на Фармър също така се посочва, че през същото лято Епстийн е откарал нейната тогава 15-годишна сестра в имота си в Ню Мексико, където той и Максуел са се възползвали сексуално от нея на масата за масаж.

## Дженифър Араоз срещу Епстийн и Максуел(2019)
На 22 юли 2019 г., докато е в затвора в очакване на процеса, на Епстийн е връчена петиция относно висящ държавен граждански иск, заведен от Дженифър Араоз. Тя заявява, че сътрудник на Епстийн я е вербувал извън Гимназия „Талънт Ънлимитид“ на 14-годишна възраст и е била постепенно подложена на грууминг повече от година, преди Епстийн да я изнасили в имението си в Ню Йорк, когато е била на 15 г. Араоз завежда делото си на 14 август 2019 г., когато законът на щата Ню Йорк е актуализиран, за да позволи една година на възрастни, преживели сексуално насилие над деца, да съдят за предишни престъпления, независимо от това преди колко време е извършено насилието. През октомври 2019 г. Араоз променя жалбата си, за да включи над 20 корпоративни субекта, свързани с Епстийн, и сочи допълнителните лица Лесли Гроф и Симбърли Еспиноза като съучастници.

## Катлин Доу и др. срещу наследеното имущество на Епстийн(2019)
Три жени (Катлин Доу, Лиза Доу и Присила Доу) съдят наследниците на Джефри Епстийн на 20 август 2019 г. Две от жените са на 17 г., а една на 20 г., когато срещат Епстийн. Жените твърдят, че са били вербувани, подложени на нежелани сексуални актове и контролирани от Епстийн и „огромна компания“ от съучастници.

## Джейн Доу срещу наследеното имущество на Епстийн(2019)
Нюйоркска обвинителка на Епстийн, известна само като Джейн Доу, инициира федерално дело срещу тръста, управляващ неговото наследство в Южния окръг на Ню Йорк на 18 септември 2019 г., заявявайки, че е била вербувана през 2002 г. и сексуално малтретирана от Епстийн в продължение на 3 г., започвайки от 14-годишна възраст.

## Тереза Хелм и др. срещу наследеното имущество на Епстийн(2019)
Пет жени (Тереза Хелм, Ани Фармър, Мария Фармър, Джулиет Брайънт и неидентифицирана жена), представлявани от Дейвид Бойс, съдят тръста, управляващ наследството на Епстийн във Федералния окръжен съд в Манхатън през ноември 2019 г., обвинявайки го в изнасилване, побой и незаконно лишаване от свобода, и търсейки неуточнено обезщетение.

## Джейн Доу 15 срещу наследеното имущество на Епстийн(2019)
На 18 ноември 2019 г. жена, идентифицирана като Джейн Доу 15, се появява публично с адвоката си Глория Олред, за да обяви, че съди наследството на Джефри Епстийн в Окръжния съд за Южния окръг на Ню Йорк, твърдейки, че той я е манипулирал, трафикирал и малтретирал сексуално през 2004 г., когато била на 15 г.

## Теала Дейвис срещу наследеното имущество  на Епстийн(2019)
На 21 ноември 2019 г. Теала Дейвис се появява с адвоката си Глория Олред и обявява делото си във федералния съд на Манхатън срещу наследството на Епстийн. Дейвис заявява, че след срещата си с Епстийн през 2002 г. той я е насилвал сексуално и я трафикирал в Ню Йорк, Ню Мексико, Флорида, Вирджинските острови и Франция.

## Джейн Доу 1 – 9 срещу наследеното имущество на Епстийн(2019)
На 3 декември 2019 г. адвокат Джордан Мърсън завежда дело в Ню Йорк от името на девет анонимни обвинителки (Джейн Доу 1 – 9) срещу наследството на Епстийн за побой, нападение и умишлен емоционален стрес. Твърденията датират от 1985 г. до 2000 г. и включват лица, които са били на 13, 14 и 15 г., когато за първи път са срещнали Епстийн.

## Дж. Дж. Доу срещу наследеното имущество на Епстийн(2019)
Делото е заведено от Брадли Едуардс от името на негова клиентка в края на декември 2019 г. Обвинителката, Джей Джей Доу, е описана като 14-годишна жителка на Окръг Палм Бийч по времето, когато Епстийн се възползва сексуално от нея през 2004 г. 

## Американските Вирджински острови срещу наследеното имущество  на Епстийн и др.(2020)
Дело е заведено във Върховния съд на Американските Вирджински острови през януари 2020 г. В него се твърди, че Епстийн е ръководил конспирация за сексуален трафик в продължение на повече от две десетилетия, до 2018 г., с деца на възраст до 11 г. на карибските острови на Епстийн. Според главния прокурор Дениз Джордж неговата предполагаема престъпна дейност на островите е била прикрита чрез сложна мрежа от компании.

## Джейн Доу срещу Максуел и наследеното имущество на Епстийн(2020)
През януари 2020 г. е заведено дело срещу Максуел и Епстийн, в което се твърди, че са вербували 13-годишна ученичка по музика в Центъра за изкуства Интерлохен (Мичиган) през 1994 г. и са я подложили на сексуално насилие  В делото се посочва, че Джейн Доу е била многократно
сексуално насилвана от Епстийн в продължение на четири години и че Максуел е изиграла ключова роля както в нейното рекрутиране, така и чрез участие в нападенията. 

## Джейн Доу срещу наследеното имущество на Епстийн(2020)
През август 2020 г. девет жени Джейн Доу завеждат дело, обвинявайки Епстийн в сексуално насилие. Предполагаемите жертви в делото включват 11 и 13-годишно дете и жертва, която твърди, че е била подложена на сексуален тормоз през 1975 г.

## Джейн Доу срещу наследеното имущество  на Епстийн(2020)
През август 2020 г. Епстийн е съден от Джейн Доу, която го обвинява в сексуално насилие над нея за повече от година, започвайки, когато е била на 18 г.

## Кели Бренан срещу наследеното имущество на Епстийн(2021)
През 2021 г. е заведен граждански иск срещу наследеното имущество  на Епстийн от родената в Лонг Айлънд Кели Бренън, която обвинява Епстийн в сексуално насилие над нея в клубен ресторант в Ню Йорк, наречен Чиприани. Тя обвинява Епстийн, че я е изнасилил брутално и изтезавал в резиденцията си в Манхатън през 2003 г.

## Джейн Доу срещу наследеното имущество на Епстийн(2021)
През март 2021 г. е заведено гражданско дело срещу наследеното имущество на Епстийн от жена от окръг Брауърд, която обвинява Епстийн и Максуел, че са я подложили на трафик, след като многократно са я изнасилвали във Флорида през 2008 г.